# آر ال برن‌ساید
آر ال برن‌ساید (انگلیسی: R. L. Burnside؛ ۲۳ نوامبر ۱۹۲۶ – ۱ سپتامبر ۲۰۰۵) یک موسیقی‌دان اهل ایالات متحده آمریکا بود.